# نورعلی برومند
نورعلی برومند (۱۲۸۵ – ۳۰ دی ۱۳۵۵) موسیقی‌دان و نوازندهٔ تار، سه‌تار، سنتور، تمبک و کارشناس آواز بود.

## زندگی
نورعلی برومند در سال ۱۲۸۵ در تهران زاده شد. او از سن ۷ سالگی استعداد خویش را در موسیقی با نواختن تمبک بدون آن که از استادی تعلیم گرفته باشد نشان داد. پدرش میرزا عبدالوهاب‌خان برومند جواهری (که اصالتاً اصفهانی بود) از جواهرشناسان معروف بود به دو چیز عشق می‌ورزید: موسیقی و گل. باغچه خانه‌اش خانقاه اهل هنر بود و محفل هنرمندان سرشناسی چون درویش‌خان، سماع حضور، حسین‌خان اسماعیل‌زاده و سید حسین طاهرزاده بود.
از میان پسران او نورعلی به موسیقی روی آورد و محمودعلی به گل و گل‌پروری.
نورعلی آموزش تار را از ۱۳ سالگی نزد درویش‌خان آغاز کرد و ردیف مقدماتی درویش را در سه سال فرا گرفت. نورعلی با ابوالحسن صبا دوست و مأنوس بود و دوستی آن‌ها از زمانی شروع شد که هر دو در نزد درویش‌خان نواختن تار و سه‌تار را فرا می‌گرفتند و درویش‌خان آن‌ها را دوتا کوچولو نام نهاده بود. نورعلی در سن ۱۸ سالگی برای تحصیل به برلین رفت. او در این سفر سه‌تاری را که «روشنک» می‌نامید همراه خود برد، تا بتواند به تمرین‌های خویش ادامه دهد. او در برلین نزد خانواده دکتری اقامت گزید. ضمن تحصیل دوره متوسطه به کنسرت‌ها می‌رفت و کم‌کم به موسیقی غربی هم علاقه‌مند شد و پیانو آموخت. پس از بازگشت به ایران در ۲۲ سالگی، آموختن نت‌نویسی و ردیف را نزد موسی معروفی ادامه داد. پس از یک سال، دوباره به آلمان رفت و به تحصیل در رشتهٔ پزشکی پرداخت. پس از ۶ سال، به ناراحتی چشم مبتلا شد و برای درمان به سوییس رفت و سپس در سال ۱۳۱۴ به ایران بازگشت و مابقی عمر خود را در تهران و در محله امیریه سپری کرد. وی از آن زمان تا آخر عمر نابینا شد.
از اواخر سال ۱۳۱۰ تا ۱۳۳۰ برومند عمدتاً به مطالعه و آموزش موسیقی پرداخت. اگرچه با توجه به تسلطش به زبان آلمانی به صورت پاره وقت در مدارس و دانشکده‌ها تدریس می‌کرد. برومند به دعوت برونو نتل، اتنوموزیکولوگ آمریکایی، به ایلینوی رفت و طی یک دوره کوتاه یک‌ماهه به معرفی موسیقی دستگاهی ایران پرداخت و بخش‌هایی از موسیقی ردیف را در آنجا ضبط نمود که هم‌اکنون این ضبط‌ها در آرشیو دانشگاه ایلینوی موجود هستند. در سال ۱۳۹۵ ضبط‌های برومند در دانشگاه ایلینوی آمریکا توسط برونو نتل در اختیار محسن محسنی در ایران قرار گرفت.
او به آموختن تار و هم چنین سه‌تار و سنتور ادامه داد و ردیف موسیقی ایرانی را نیز نزد حبیب سماعی، موسی معروفی و اسماعیل قهرمانی فرا گرفت.

## تدریس موسیقی
در سال ۱۳۴۴ هم‌زمان با راه اندازی رشتهٔ موسیقی در دانشکده هنرهای زیبای دانشگاه تهران، توسّط مهدی برکشلی به عنوان استاد ردیف دعوت به کار شد و آموزش آکادمیک موسیقی ایرانی را در آن دانشکده آغاز کرد. در آنجا او هفته‌ای دو نوبت ردیف موسیقی را به صورت شفاهی به شاگردان آموزش می‌داد تا این که در سال ۱۳۵۳ بازنشسته شد. در میانه دههٔ ۵۰ و با تأسیس مرکز حفظ و اشاعهٔ موسیقی ایران تدریس در این مرکز را نیز آغاز کرد. از کلاس درس او نمونه‌های صوتی به جا مانده از جمله در دستگاه ماهور که در حال آموزش به نورالدین رضوی سروستانی است. در این نمونه او تمام گوشه‌های ردیف موسیقی را با سه‌تار می‌نوازد و در مورد نحوه نواختن و خواندن آن توضیحاتی می‌دهد.

## شاگردان
نورعلی برومند استاد بسیاری از نوازندگان و خوانندگان موسیقی ایرانی، از جمله اکبر گلپایگانی، نصرالله ناصح پور،محمدرضا شجریان، پریسا، پرویز مشکاتیان، حسین علیزاده، فرود گرگین پور، محمدرضا لطفی، فرخ مظهری، داریوش طلایی، مجید کیانی، جلال ذوالفنون، شهرام ناظری، ناصر فرهنگ‌فر، مسعود شناسا، رضوی سروستانی، کمال سامع، علی اکبر شکارچی و مهدی آذرسینا بوده‌است.

## آثار
نورعلی برومند، ردیف میرزا عبدالله را بر اساس روایت اسماعیل قهرمانی دوبار ضبط نموده‌است. همچنین ردیف آوازی روایت وی بر اساس روایت سیدحسین طاهرزاده است. شیوهٔ اجرای برومند در سه‌تار و تار برگرفته از مکتب درویش‌خان و شیوهٔ اجرای برومند در سنتور، برگرفته از مکتب سنتورنوازی قدیم (حبیب سماعی) است.
کتاب ردیف سازی موسیقی سنتی ایران شامل ردیف میرزا عبدالله به روایت نورعلی برومند توسط ژان دورینگ نت‌نویسی و در سال ۱۳۷۰ با ترجمهٔ پیروز سیار به زبان فارسی، توسط انتشارات سروش منتشر شد.

## مرگ

آرامگاه نورعلی برومند در گورستان ظهیرالدوله تجریش در مزار خانواده برومند

نورعلی برومند، ۳۰ دی ۱۳۵۵ درگذشت و در قبرستان ظهیرالدوله به خاک سپرده شد.